# Açucena
Açucena là một đô thị thuộc bang Minas Gerais, Brasil. Đô thị này có diện tích 811,49 km², dân số năm 2007 là 11127 người, mật độ 13,8 người/km².